# Lista de autores de banda desenhada
Esta é uma lista de autores de banda desenhada ou história em quadrinhos, por ordem alfabética:

## Imagens

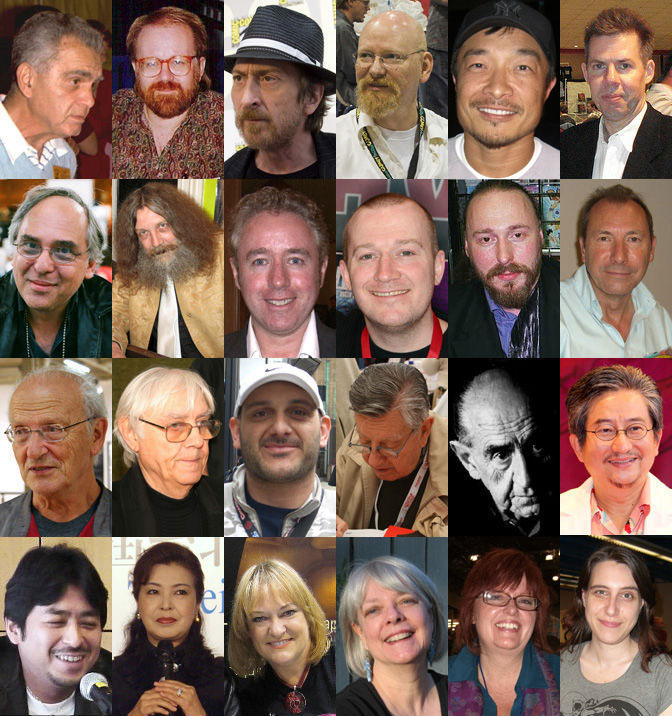
Criadores de quadrinhos. Da esquerda para a direita e de cima para baixo:
Jack Kirby, John Byrne, Frank Miller, Art Adams, Jim Lee, Dave Sim.
Art Spiegelman, Alan Moore, Mark Millar, Garth Ennis, Warren Ellis, David Lloyd.
Jean "Moebius" Giraud, Milo Manara, Simone Bianchi, Francisco Solano López, Alberto Breccia, Go Nagai.
Kazuki Takahashi, Riyoko Ikeda, Wendy Pini, Louise Simonson, Gail Simone, Valerie D'Orazio.

## A
- Alejandro Jodorowsky
- Angelo Agostini
- Brian Azzarello
- Denise Akemi
- José Aguiar
- Algarvio
- Altemar Henrique de Oliveira
- Angeli
- Sergio Aragonés
- Daniel Azulay
- Arnaldo Branco

## B
- Peter Bagge
- Carl Barks
- François Boucq
- Bob Kane
- Bruce Timm
- Jordi Bernet
- Gabriel Bá
- Benett
- Brian Michael Bendis
- Kurt Busiek
- John Byrne

## C
- François Corteggiani
- Carl Fallberg
- Carlos Avalone
- Carlos Zéfiro
- Carmine Infantino
- César Cavelagna
- Chico Caruso
- Chris Claremont
- Christie Queiroz
- Clamp
- Daniel Clowes
- Gerry Conway (escritor)
- Robert Crumb

## D
- André Diniz
- André Dahmer
- Dennis O'Neil
- David Lloyd
- Jim Davis
- JM DeMatteis
- Peter David

## E
- Antonio Eder
- Will Eisner
- Garth Ennis
- Enki Bilal

## F
- José Carlos Fernandes
- Gallieno Ferri
- René Follet
- Flavio Colin
- Fábio Yabu
- Fernando Ventura
- Francinildo Senna

## G
- Aurelio Gallepini
- Gene Colan
- Paulo Gerloff
- Keith Giffen
- Juan Giménez
- Glauco
- Fernando Gonsales
- Gordons
- Devin Grayson
- George Herriman
- Guabiras
- George Pérez
- Gil Kane
- Giovanni Luigi Bonelli
- Guido Crepax
- Grant Morrison
- Rafael Grampá
- Gustavo Goose

## H
- Harry Lampert
- Henfil
- Hergé
- Hiroyuki Utatane
- Hugo Pratt
- Reginald Hudlin

## I
- Francisco Ibáñez
- Adão Iturrusgarai
- Luciano Irrthum
- Ivan reis

## J
- Edgar P. Jacobs
- JAL
- Jaguar
- James Kochalka
- Jayme Cortez (1926-1987)
- Jean Giraud
- Juca
- Jerry Siegel
- Jim Shooter
- Jim Starlin
- Joe Quesada
- John Romita (senior)
- John Romita Jr
- Joe Shuster
- Jonh Byrne
- John Buscema

## K
- Masakazu Katsura
- Jack Kirby
- Kevin Maguire
- Kevin Smith
- Klebs Junior
- Kyo Hatsuki

## L
- Laerte
- Lipe Diaz
- Louise DuChevalier
- Luis Fernando Verissimo
- Luimar
- Luiz Gê
- Leandro Silva

## M
- Todd McFarlane
- Maitena
- Marcatti
- Milo Manara
- Mike Mignola
- Frank Miller
- Alan Moore
- Marcio Morais
- Lourenço Mutarelli
- Pablo Mayer
- Marcelo Campos (desenhista)
- Mozart Couto
- Miguelanxo Prado
- Fábio Moon
- MZK
- Vinicius Mitchell

## N
- Narumi Kakinouchi
- Neil Gaiman
- Nobuhiro Watsuki

## O
- Jean Okada
- Daniel OG
- Olímpio de Sousa

## P
- Pat Mills
- Paul Murry
- Paul Dini
- Paulo Caruso
- Petra Leão
- Jefferson Portela
- Paolo Eleuteri Serpieri
- Péricles Maranhão
- Poerner
- Elenio Pico
- Daniel Paiva

## Q
- Quino
- Dante Quinterno

## R
- Rubén Pellejero
- Johandson Rezende
- Gabriel Renner

## S
- Maurício de Sousa
- Art Spiegelman
- Sal Buscema
- Schiavon
- Sam Kieth
- Stan Lee
- Raphael Salimena
- Steve Ditko
- Shoko Yoshinaka
- Sampaio
- Wellington Srbek
- Jean-Philippe Stassen
- Gilbert Shelton
- Shiko
- Mark Schultz

## T
- Masashi Tanaka
- Akira Toriyama
- Daniel Torres

## U
- Uderzo & Goscinny
- U jin

## V
- Victor Hugo Carballo
- Victor Mesquita

## W
- Warren Ellis
- Weaver Lima
- Will Eisner
- Wilson Vieira
- Winsor McCay

## Z
- Jorge Zentner
- Ziraldo
- Fábio Zimbres